# Fußball-Ozeanienmeisterschaft der Frauen
Die Fußball-Ozeanienmeisterschaft der Frauen (engl.: OFC Women’s Nations Cup) ist die ozeanische Kontinental-Meisterschaft im Frauenfußball, die von der Oceania Football Confederation (OFC) ausgetragen wird. Das Turnier fand zum ersten Mal im Jahre 1983 statt und wird seitdem in unregelmäßigen Abständen ausgetragen. Bis 1989 hieß das Turnier Women’s Oceania Cup. 1991 und 1995 war das Turnier lediglich die Qualifikation für die Fußball-Weltmeisterschaft der Frauen. Dort steht Ozeanien ein Startplatz zu.
Rekordsieger ist Neuseeland mit sechs Siegen. Australien nimmt nach seinem Wechsel in den asiatischen Fußballverband (AFC) seit 2007 nicht mehr teil. Taiwan (Chinese Taipei) nahm aus (sport)politischen Gründen 1986 und 1989 teil. Auf Grund der geringen Anzahl von Frauen-Nationalmannschaften innerhalb Ozeaniens wurden bis einschließlich 2014 keine Qualifikationsrunden gespielt, sondern alle gemeldeten Teams waren direkt für die Endrunde qualifiziert. Für die Meisterschaft 2018 waren sieben Mannschaften automatisch qualifiziert, die restlichen vier OFC-Mitglieder spielten in einer Qualifikation um den achten Platz bei der Endrunde.
Der Modus des Turniers hängt von der Teilnehmerzahl ab. Bei geringer Anzahl wurde es zumeist im Ligasystem ausgetragen, bei dem jede Mannschaft einmal gegen jede andere Mannschaft spielte. Bei höherer Anzahl – wie zuletzt 2022 – gibt es zunächst eine Gruppenphase mit anschließenden Viertel- und Halbfinalspielen sowie Platzierungsspielen.

## Die Turniere im Überblick
| Jahr         | Gastgeber       | Finale            | Finale     | Finale          | Spiel um Platz 3      | Spiel um Platz 3      | Spiel um Platz 3      | Spiel um Platz 3      |
| Jahr         | Gastgeber       | Sieger            | Ergebnis   | Zweiter Platz   | Dritter Platz         | Ergebnis              | Ergebnis              | Vierter Platz         |
| ------------ | --------------- | ----------------- | ---------- | --------------- | --------------------- | --------------------- | --------------------- | --------------------- |
| 1983 Details | Neukaledonien   | Neuseeland        | 3:2 n. V.  | Australien      | kein Spiel um Platz 3 | kein Spiel um Platz 3 | kein Spiel um Platz 3 | kein Spiel um Platz 3 |
| 1983 Details | Neukaledonien   | Neuseeland        | 3:2 n. V.  | Australien      | Neukaledonien         | Neukaledonien         | Fidschi               | Fidschi               |
| 1986 Details | Neuseeland      | Chinesisch Taipeh | 4:1        | Australien      | Neuseeland            | 0:0 n. V. 3:1 i. E.   | 0:0 n. V. 3:1 i. E.   | Neuseeland B          |
| 1989 Details | Australien      | Chinesisch Taipeh | 1:0        | Neuseeland      | kein Spiel um Platz 3 | kein Spiel um Platz 3 | kein Spiel um Platz 3 | kein Spiel um Platz 3 |
| 1989 Details | Australien      | Chinesisch Taipeh | 1:0        | Neuseeland      | Australien            | Australien            | Papua-Neuguinea       | Papua-Neuguinea       |
| 1991 Details | Australien      | Neuseeland        | Ligasystem | Australien      | Papua-Neuguinea       | Ligasystem            | Ligasystem            | nur drei Teilnehmer   |
| 1994 Details | Papua-Neuguinea | Australien        | Ligasystem | Neuseeland      | Papua-Neuguinea       | Ligasystem            | Ligasystem            | nur drei Teilnehmer   |
| 1998 Details | Neuseeland      | Australien        | 3:1        | Neuseeland      | Papua-Neuguinea       | 7:1                   | 7:1                   | Fidschi               |
| 2003 Details | Australien      | Australien        | Ligasystem | Neuseeland      | Papua-Neuguinea       | Ligasystem            | Ligasystem            | Samoa                 |
| 2007 Details | Papua-Neuguinea | Neuseeland        | Ligasystem | Papua-Neuguinea | Tonga                 | Ligasystem            | Ligasystem            | Salomonen             |
| 2010 Details | Neuseeland      | Neuseeland        | 11:0       | Papua-Neuguinea | Cook-Inseln           | 2:0                   | 2:0                   | Salomonen             |
| 2014 Details | Papua-Neuguinea | Neuseeland        | Ligasystem | Papua-Neuguinea | Cook-Inseln           | Ligasystem            | Ligasystem            | Tonga                 |
| 2018 Details | Neukaledonien   | Neuseeland        | 8:0        | Fidschi         | Papua-Neuguinea       | 7:1                   | 7:1                   | Neukaledonien         |
| 2022 Details | Fidschi         | Papua-Neuguinea   | 2:1        | Fidschi         | Salomonen             | 1:1 n. V. 6:5 i. E.   | 1:1 n. V. 6:5 i. E.   | Samoa                 |
| 2025 Details | Fidschi         | Salomonen         | 3:2 n. V.  | Papua-Neuguinea | Samoa                 | 2:0                   | 2:0                   | Fidschi               |

### Rangliste der Sieger
| Rang | Land              | Titel | Jahr                               |
| ---- | ----------------- | ----- | ---------------------------------- |
| 1    | Neuseeland        | 6     | 1983, 1991, 2007, 2010, 2014, 2018 |
| 2    | Australien        | 3     | 1994, 1998, 2003                   |
| 3    | Chinesisch Taipeh | 2     | 1986, 1989                         |
| 4    | Papua-Neuguinea   | 1     | 2022                               |
|      | Salomonen         | 1     | 2025                               |

## Varia
| Turnier               | Orte | Stadien | Meldungen 1 | Teams | Spiele | Tore | /Spiel | Zuschauer | Z/Spiel | Gelbe Karten | /Spiel | Gelb-Rote Karten | /Spiel | Platzverweise/Rote Karten | /Spiel |
| --------------------- | ---- | ------- | ----------- | ----- | ------ | ---- | ------ | --------- | ------- | ------------ | ------ | ---------------- | ------ | ------------------------- | ------ |
| 1983                  | 1    | 1       | 4           | 4     | 7      | 47   | 6,71   |           |         |              |        |                  |        |                           |        |
| 1986                  | 1    | 1       | 4           | 4     | 8      | 16   | 2,00   |           |         |              |        |                  |        |                           |        |
| 1989                  | 1    | 1       | 4           | 4     | 7      | 26   | 3,71   |           |         |              |        |                  |        |                           |        |
| 1991                  | 1    | 1       | 3           | 3     | 6      | 49   | 8,17   |           |         |              |        |                  |        |                           |        |
| 1994                  | 1    | 1       | 3           | 3     | 6      | 23   | 3,83   |           |         |              |        |                  |        |                           |        |
| 1998                  | 1    | 1       | 6           | 6     | 10     | 112  | 11,2   |           |         |              |        |                  |        |                           |        |
| 2003                  | 1    | 1       | 10          | 5     | 10     | 88   | 8,80   | 5.900     | 590     |              |        |                  |        |                           |        |
| 2007                  | 1    | 1       | 10          | 4     | 6      | 30   | 5,00   |           |         | 4            | 0,67   | 0                | 0,00   | 0                         | 0,00   |
| 2010                  | 1    | 1       | 8           | 8     | 16     | 78   | 4,88   | 4.940     | 309     | 21           | 1,31   | 0                | 0,00   | 1                         | 0,06   |
| 2014                  | 1    | 1       | 4           | 4     | 6      | 40   | 6,67   |           |         |              |        |                  |        |                           |        |
| 2018                  | 4    | 4       | 11          | 8     | 16     | 108  | 6,75   | 5.247     | 328     | 27           | 1,69   | 1                | 0,06   | 0                         | 0,00   |
| 2022                  | 1    | 1       | 9           | 9     | 17     | 49   | 2,88   |           |         | 24           | 1,41   | 0                | 0,00   | 0                         | 0,00   |
| 2025                  | 2    | 2       | 8           | 8     | 18     | 57   | 3,17   | 7.194     | 400     | 36           | 2,00   | 0                | 0,00   | 2                         | 0,11   |
| Jeweilige Rekordmarke |      |         |             |       |        |      |        |           |         |              |        |                  |        |                           |        |